# Iglesia de San Gil (Granada)
La iglesia de San Gil fue un templo parroquial de la Iglesia católica en Granada, construido entre 1543 y 1563 y demolido en 1869, que estuvo ubicado en la zona noroccidental de la actual plaza Nueva esquina con calle Elvira junto a la placeta a la que dio nombre.

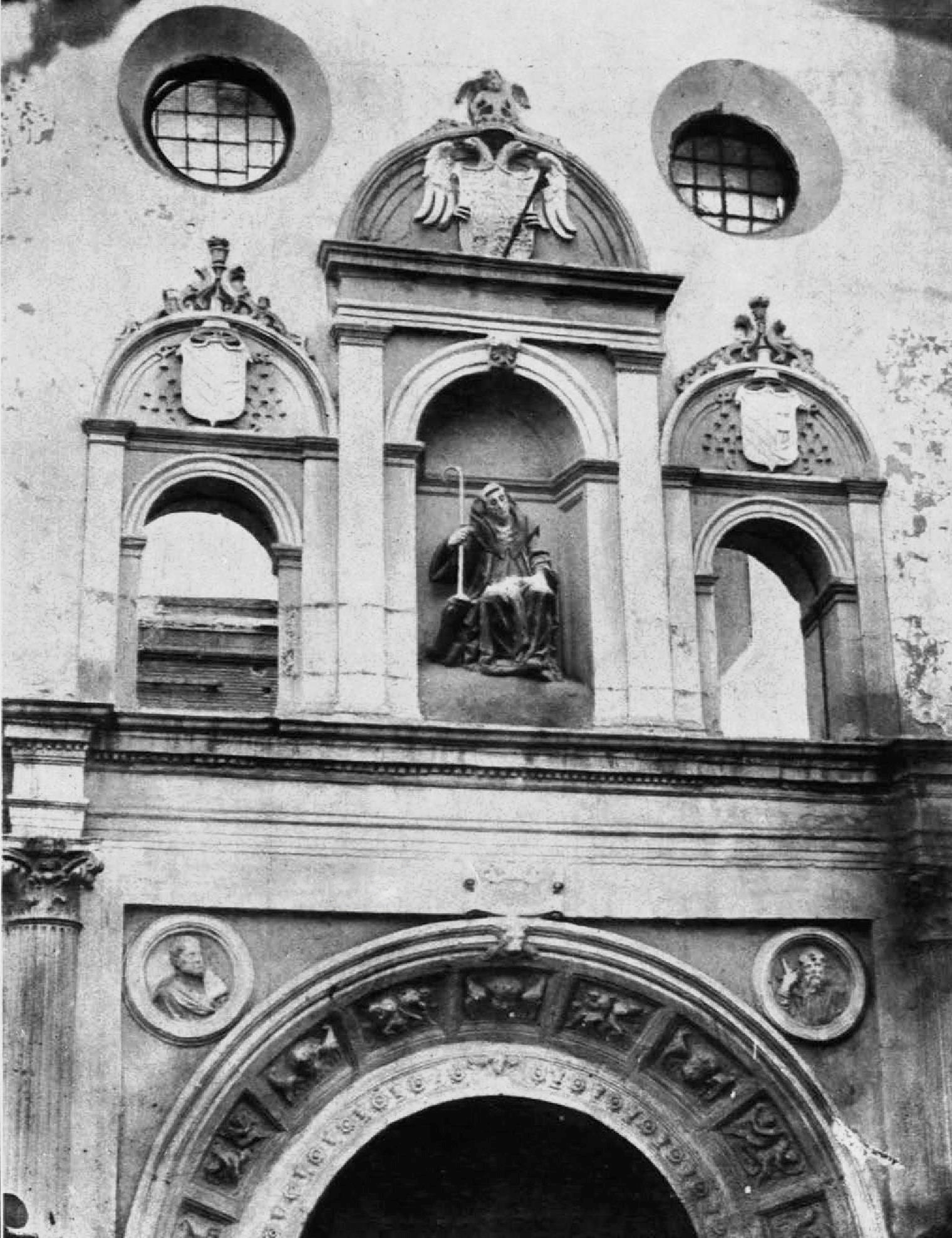
Detalle de la portada principal de la iglesia de san Gil.

El templo fue construido como sede de la parroquia del mismo nombre, erigida en 1501, que se instaló en 1507 en la mezquita Hatabín, sobre cuyo solar se levantó la iglesia entre 1543 y 1563, por el albañil Francisco Hernández de Móstoles, según proyecto de Diego de Siloé. La portada principal o del pie fue obra diseñada por Diego de Siloé en 1555 y ejecutada por Juan de Maeda. La portada lateral, en la calle del Pan fue obra de Juan Martínez realizada en 1562.

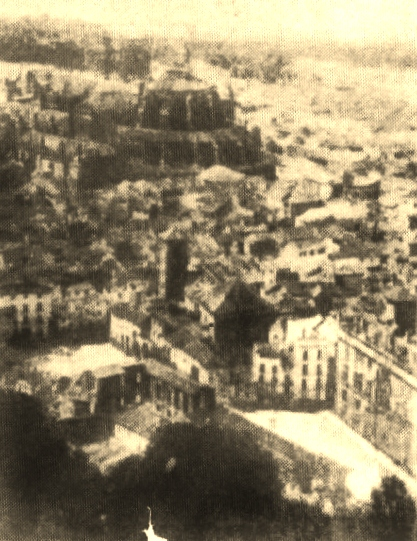
Vista de Plaza Nueva desde la torre de la Vela tomada antes de 1869 en la que se aprecia la iglesia de san Gil y las casas adosadas a ella antes de su demolición.

El edificio estaba constituido por una nave de 41 m de longitud por 9,75 m de anchura interior, con la capilla mayor o cabecera separada por un arco toral apuntado. En las paredes de la nave se abrían seis capillas hornacina, dos a los lados de la capilla mayor y el resto a ambos lados de la nave, separadas de esta por arcos apuntados. La torre, de planta rectangular, estaba situada a la derecha entrando de la portada principal, en la calle Elvira, configurada por cuatro cuerpos más campanario que tenía vanos de medio punto, uno en cada lado más corto, los enfrentados al este y al oeste, y dos en los más largos. Merecen especial mención las armaduras: la de la capilla mayor, mudéjar, de base ochavada con mocábares en las pechinas y el harneruelo y arrocabe de estilo romano, realizada por el maestre Miguel entre 1543 y 1549; la que cubría la nave, semejante a la de la iglesia de san Ildefonso de Granada, labrada por el mismo maestro con ayuda de Martín de Escobar y por Mateo Gutiérrez, hijo de este último, que la terminó en 1558 tras la muerte de ambos artesanos; finalmente destacaban dos excelentes artesonados de lazo pertenecientes a capillas laterales que se han conservado íntegros en el Museo de Bellas Artes de Granada.  

## Demolición
La iglesia fue demolida en octubre de 1869, durante la Revolución de 1868, por orden de la Junta Provincial de Gobierno de Granada, para construir las casas actualmente situadas en la acera norte de Plaza Nueva, entre las calles Cárcel Alta y Elvira, y para ensanchar la plaza por ese lado.
Durante la demolición fue detenido, y llevado ante el alcalde Francisco Loizaga, el pintor y arqueólogo Manuel Gómez-Moreno González, por tomar medidas del templo, trazar su plano y sacar fotografías durante el derribo, actividades realizadas por encargo de la Comisión de Monumentos, a la que pertenecía. Tras el interrogatorio correspondiente y la intervención de otro miembro de la Comisión fue autorizado a continuar con sus trabajos, aunque el arqueólogo no aceptó el permiso.
En el Museo de Bellas Artes de Granada se conservan restos de tallas y esculturas de la portada principal, la imagen de san Gil esculpida por Toribio de Liébana situada en ella y una imagen de la Virgen con el Niño de Baltasar de Arce que estuvo situada en la portada lateral. También se conservan en el mismo museo el alfarje ochavado de la capilla mayor y los dos artesonados más pequeños que estaban situados sobre capillas laterales.  El templo contaba con cuatro campanas; la más grande sustituyó a una de la catedral que se había cascado y las otras tres se destinaron a las iglesias de Churriana, La Zubia y Sorvilán, respectivamente. Las puertas tuvieron por destino obras municipales, la mayor parte de los materiales del derribo útiles se destinaron a sufragar las obras de demolición y el cascajo se utilizó como relleno en el nivelado de la plaza, cuyas obras comenzaron en octubre de 1872 una vez finalizado totalmente el derribo de la iglesia y de las restantes edificaciones que conformaban la manzana.

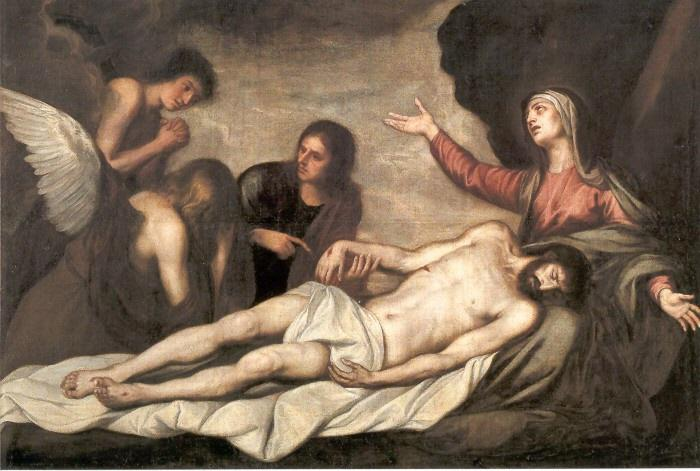
Lamentación sobre Cristo muerto, obra de Felipe Gómez de Valencia procedente de la iglesia de san Gil.

Tras la desaparición del templo, la sede parroquial se fijó en la iglesia de Santa Ana, cuya parroquia había sido suprimida en 1842 y su feligresía incorporada a la de san Gil. La mayoría de los enseres parroquiales y obras de interés se trasladaron igualmente a la nueva sede parroquial. Entre estos bienes se encontraban una talla de la Virgen de las Tres Necesidades, obra de José Risueño, llamada desde 1930 Virgen de la Esperanza de Granada,  y otra de san Jerónimo penitente atribuida al mismo autor. La tercera obra destacada por Miguel Lafuente Alcántara en El libro del viajero en Granada,  la Lamentación sobre el cuerpo de Cristo muerto, un lienzo de Felipe Gómez de Valencia copia de una pintura de Antón Van Dyck, se conserva en el Museo de Bellas Artes de Granada.